# 集兵镇
集兵镇，是中华人民共和国湖南省衡陽市衡阳县下辖的一个镇。2015年11月18日，潮江乡、集兵镇成建制合并设立集兵镇。

## 行政区划
集兵镇下辖以下地区：
集兵滩社区、集兵村、太栗村、李坳村、东湖垅村、车轮村、达义村、松桂村、白果村、麻湾村、五马村、通天村、麻町村、三望村、乌桥村、三丰村、石狮坳村、邹湾村、印法村、水湖村、青岭村和彭田村。